# Jan Drenth

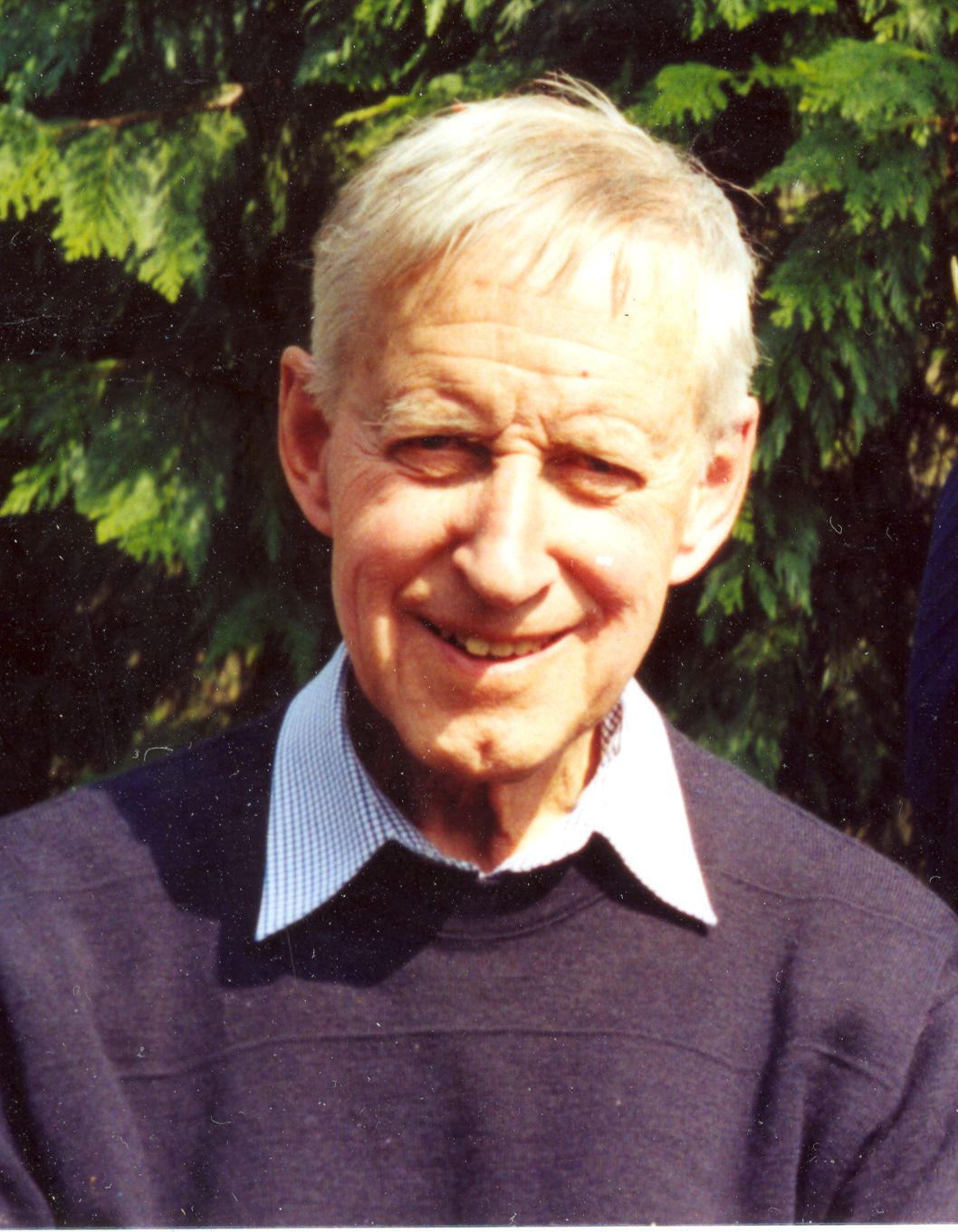
Jan Drenth (undatiert)

Jan Drenth (* 20. Februar 1925 in Groningen; † 11. Februar 2025 in Haren) war ein niederländischer Strukturchemiker und Kristallograph. Er gilt als Begründer der Proteinkristallographie in den Niederlanden.

## Leben und Arbeit
Jan Drenth studierte Chemie an der Reichsuniversität Groningen. Sein Studium wurde 1942 unterbrochen, weil er die Loyalitätserklärung gegenüber den deutschen Besatzern nicht unterzeichnete, mit Zwangsarbeit in Deutschland als Konsequenz. Sein Studienabschluss war 1952. Er promovierte 1957 in Groningen bei Eelko Herman Wiebenga (1913–2001), der seinerseits ein Schüler von Johannes Martin Bijvoet (Utrecht) war. Das Thema der Doktorarbeit war Een röntgenografisch onderzoek van excelsine, edestine en tabakszaadglobuline (Eine Röntgenstudie von Excelsin, Edestin und Tabaksamen-Globulin), Strukturbestimmungen von drei Pflanzenproteinen. Von 1957 bis 1958 folgte ein Postdoc-Aufenthalt an der Columbia University in New York. Er kehrte als wissenschaftlicher Mitarbeiter nach Groningen zurück. Im Jahr 1967 wurde er zum Lektor ernannt und 1969 zum Professor. Drenth führte 1968 eine Studie über die Kristallstrukturanalyse des Papains, eines Proteins mit 212 Aminosäuren und einer molekularen Masse von 23000, durch. Zu jener Zeit war das weltweit die dritte Strukturbestimmung eines Enzyms. Zum 1. Januar 1990 wurde  Drenth emeritiert.

## Privates
Jan Drenth war Zwillingsbruder von Wiendelt Drenth (1925–2011), Professor für physikalische organische Chemie an der Universität Utrecht.

## Ehrungen
- Mitglied in der Koninklijke Nederlandse Chemische Vereniging
- Mitglied in der Nederlandse Vereniging voor Biochemie
- Mitglied in der Königlich Niederländische Akademie der Wissenschaften
- Ritter im Orden vom Niederländischen Löwen

## Werke (Auswahl)
- Jan Drenth: Principles of protein X-ray crystallography. 3. Auflage. Springer, New York 2011, ISBN 978-1-4419-2210-6.
- J. Drenth, J.N. Jansonius, R. Koekoek, H.M. Swen, B.G. Wolthers: Structure of Papain. In: Nature. Band 218, 1968, S. 929–932, doi:10.1038/218929a0.
- Drenth, J., Hol, W. G., & Wierenga, R. K.: Crystallization and preliminary x-ray investigation of p-hydroxybenzoate hydroxylase from Pseudomonas fluorescens. In: Journal of Biological Chemistry. Band 250, Nr. 13, 1975, S. 5268–5269, PMID 807574.
- C. Haas, J. Drenth: The protein-water phase diagram and the growth of protein crystals from aqueous solution. In: Journal of Physical Chemistry B. Band 102, Nr. 21, 1998, S. 4226–4232, doi:10.1021/jp980296j.